# 张镜源
张镜源（1930年—），男，山东海阳人，中华人民共和国政治人物，曾任国务院副秘书长，国家行政学院副院长。